# Zofia Glücksburg (1914–2001)
Zofia Glücksburg, zw. Tiny, gr. Σοφία Γκλύξμπουργκ (wym. Sofía K'lýzpouryk), niem. Sophie von Glücksburg zu Griechenland und Dänmark (ur. 26 czerwca 1916 w Korfu, zm. 24 listopada 2001 w Schliersee) – grecka arystokratka, członkini rodziny królewskiej, księżniczka Grecji i Danii, tytularna księżna fińska i heska jako żona Krzysztofa, następnie hanowerska i brunszwicka jako żona Jerzego Wilhelma.

## Życiorys
Urodziła się jako najmłodsza córka Andrzeja (1882–1944), księcia greckiego i duńskiego, oraz Alicji Battenberg (1885–1969). Miała trzy siostry: Małgorzatę (1905–1981), Teodorę (1906–1969) i Cecylię (1911–1937), oraz brata Filipa (1921–2021). Wychowywała się w Atenach, Tatoi i na Korfu. W rozmowach z matką używała języka angielskiego, ale równie biegle porozumiewała się po grecku, francusku i niemiecku. Otrzymała staranne wykształcenie domowe, typowe dla przedstawicieli arystokracji tego okresu. W 1917–1920 w związku z niestabilną sytuacją domu panującego, przebywała wraz z rodziną na emigracji w Szwajcarii, zamieszkując w Lucernie. W 1920 jej rodzina powróciła do Grecji i zamieszkała na Korfu. W 1922–1936, w związku ze skazaniem ojca na banicję, ponownie na emigracji. Początkowo zamieszkała z rodzicami w Saint-Cloud, zaproszonych przez Marię Bonaparte. Następnie w Londynie u Edwiny Ashley.
W 1927 poznała swoich dalekich krewnych (kuzynów 3. st.), pochodzących z elektorskiej linii książąt heskich, braci Filipa (1896–1980) oraz bliźniaków Krzysztofa (1901–1943) i Ryszarda (1901–1969), z których każdy starał się o względy Zofii. Ostatecznie wybrała Krzysztofa, z którym wzięła ślub w 1930, po czym zamieszkali w Berlinie. Dzięki zaangażowaniu męża w działalność Narodowosocjalistycznej Niemieckiej Partii Robotników, poznała czołowych przedstawicieli partii, w tym Hermanna Göringa i Adolfa Hitlera, którzy wywarli duży wpływ na rodzinę heską. Wykazując coraz większy entuzjazm dla doktryny nazistowskiej, w 1938 wstąpiła do Narodowosocjalistycznej Wspólnoty Kobiet. Związana towarzysko z bliskimi współpracownikami głównych działaczy partii zaprzyjaźniła się m.in. z Emmy Sonnemann i Göringiem, będąc nawet świadkiem na ich ślubie. W 1939 podróżowała wraz z mężem do Jugosławii, gdzie za pośrednictwem kuzynki Olgi Glücksburg (1903–1997), próbowali uzyskać poparcie dla III Rzeszy u jej męża, regenta Pawła Karadziordziewicia.
Po wybuchu II wojny światowej i zaciągnięciu się jej męża do wojska, przeniosła się wraz z dziećmi do teściów w Kronberg im Taunus. Od 1942, wraz z pogarszaniem się sytuacji na froncie, rosła niechęć państwa nazistowskiego do kosmopolitycznej arystokracji. Ciągłe rewizje w domu, oraz osadzanie w więzieniach członków rodziny heskiej, do tej pory wiernej nazizmowi, wreszcie wywiezienie do obozu koncentracyjnego jej szwagierki Mafaldy Sabaudzkiej (1902–1944), spowodowały dostrzeżenie przez Zofię prawdy o reżymie. W 1943 w – najprawdopodobniej upozorowanym – wypadku lotniczym zginął jej mąż Krzysztof. Podejmowała bezskuteczne próby wstawiennictwa u dawnych przyjaciół-dygnitarzy, o uwolnienie członków rodziny, co spowodowało zwiększenie zainteresowania Zofią przez tajną policję. Od stycznia 1943 do kwietnia 1945 zamek w Kronbergu stał się za sprawą Zofii i jej teściowej Małgorzaty Hohenzollern (1872–1954), miejscem docelowym ucieczki i ukrywania się Augusta Wilhelma Hohenzollerna i Wolfganga Heskiego.
Po wyzwoleniu Kronbergu 29 marca 1945 Zofia przeniosła się do Wolfsgarten k. Frankfurtu nad Menem, gdzie zamieszkała u Ludwika Heskiego. W 1946 powtórnie wyszła za mąż za Jerzego Wilhelma Hanowerskiego (1915–2006), po czym zamieszkali w Getyndze. W 1948–1959 mieszkali w Salem, gdzie mąż pracował jako nauczyciel i dyrektor szkoły. Następnie przenieśli się do Schliersee, gdzie zmarła.

## Rodzina
Po raz pierwszy wyszła za mąż 15 grudnia 1930 w Kronberg im Taunus, poślubiając Krzysztofa Heskiego (1901–1943), tytularnego księcia fińskiego i heskiego, syna Väinö (1868–1940), króla-elekta Finlandii w 1918, i Małgorzaty Hohenzollern (1872–1954). Ślub odbył się w podwójnym obrządku, prawosławnym i ewangelicko-augsburskim. Z małżeństwa pochodzi pięcioro dzieci:
- Krystyna Małgorzata (1933–2011) ⚭ Andrzej Karadziordziewić (1929–1990), królewicz Jugosławii, syn Aleksandra Jednoczyciela (1888–1934) i Marii Hohenzollern-Sigmaringen (1900–1961);
- Dorota Karolina (ur. 1934) ⚭ Fryderyk Karol Windisch-Graetz (1917–2002);
- Karol Adolf Andrzej (1937–2022) ⚭ Iwona Szapáry (ur. 1944);
- Rainier Krzysztof Fryderyk (ur. 1939);
- Klarysa Alicja (ur. 1944) ⚭ Jan Klaudiusz Derrien (ur. 1948).

Ponownie wyszła za mąż 23 kwietnia 1946 w Salem, poślubiając Jerzego Wilhelma Hanowerskiego (1915–2006), syna Ernesta Augusta (1887–1953), księcia Brunszwiku, i Wiktorii Ludwiki Hohenzollern (1892–1980). Z tego małżeństwa pochodzi kolejne troje dzieci:
- Welf Ernest August Andrzej Filip Jerzy Wilhelm Ludwik Bertold (1947–1981) ⚭ Wibke van Gunsteren (ur. 1948);
- Jerzy Paweł Krystian (ur. 1949) ⚭ Wiktoria Anna Bee (ur. 1951);
- Fryderyka Elżbieta (ur. 1954) ⚭ Jeremi Wilhelm Cyr (ur. 1951).

Była matką chrzestną m.in. swojego bratanka Edwarda Mountbattena-Windsora (ur. 1964).

## Odznaczenia
- Dama Krzyża Wielkiego Orderu śś. Olgi i Zofii (1916),
- Medal Koronacyjny Królowej Elżbiety II (2 czerwca 1953).

W 1994 wraz z bratem odebrała w imieniu matki odznaczenie Sprawiedliwej wśród Narodów Świata.

## Genealogia
| Prapradziadkowie             | Fryderyk Wilhelm Glücksburg (1785–1831) ∞ 1810 Ludwika Karolina Heska-Kassel (1789–1867) | Wilhelm Heski (1787–1867) ∞ 1810 Ludwika Karolina Oldenburg (1789–1864)           | car Rosji Mikołaj I Pałkin (1796–1855) ∞ 1817 Aleksandra Fiodorowna (1798–1860)    | ks. Saksonii-Altenburga Józef (1789–1868) ∞ 1817 Amelia Wirtemberska (1799–1848)   | w. ks. Hesji Ludwik II (1777–1848) ∞ 1804 Wilhelmina Badeńska (1788–1836) | Maurycy Hauke-Bosak (1775–1830) ∞ 1799 Zofia Lafontaine (1790–1831) | Karol Heski (1809–1879) ∞ 1836 Elżbieta Hohenzollern (1815–1885)     | Albert Koburg (1819–1861) ∞ 1840 kr. Wielkiej Brytanii Wiktoria (1819–1901) |
| Pradziadkowie                | kr. Danii, Chrystian IX (1818–1906) ∞ 1842 Ludwika Heska-Kassel (1817–1898)              | kr. Danii, Chrystian IX (1818–1906) ∞ 1842 Ludwika Heska-Kassel (1817–1898)       | Konstanty Nikołajewicz Romanow (1827–1892) ∞ 1848 Aleksandra Josifowna (1830–1911) | Konstanty Nikołajewicz Romanow (1827–1892) ∞ 1848 Aleksandra Josifowna (1830–1911) | Aleksander Heski (1823–1888) ∞ 1851 Julia Hauke (1825–1895)               | Aleksander Heski (1823–1888) ∞ 1851 Julia Hauke (1825–1895)         | w. ks. Hesji, Ludwik IV (1837–1892) ∞ 1861 Alicja Koburg (1843–1878) | w. ks. Hesji, Ludwik IV (1837–1892) ∞ 1861 Alicja Koburg (1843–1878)        |
| Dziadkowie                   | kr. Hellenów, Jerzy I (1845–1913) ∞ 1867 Olga Konstantynowna Romanowa (1851–1926)        | kr. Hellenów, Jerzy I (1845–1913) ∞ 1867 Olga Konstantynowna Romanowa (1851–1926) | kr. Hellenów, Jerzy I (1845–1913) ∞ 1867 Olga Konstantynowna Romanowa (1851–1926)  | kr. Hellenów, Jerzy I (1845–1913) ∞ 1867 Olga Konstantynowna Romanowa (1851–1926)  | Ludwik Battenberg (1854–1921) ∞ 1884 Wiktoria Heska (1863–1950)           | Ludwik Battenberg (1854–1921) ∞ 1884 Wiktoria Heska (1863–1950)     | Ludwik Battenberg (1854–1921) ∞ 1884 Wiktoria Heska (1863–1950)      | Ludwik Battenberg (1854–1921) ∞ 1884 Wiktoria Heska (1863–1950)             |
| Rodzice                      | Andrzej Glücksburg (1882–1944) ∞ 1903 Alicja Battenberg (1885–1969)                      | Andrzej Glücksburg (1882–1944) ∞ 1903 Alicja Battenberg (1885–1969)               | Andrzej Glücksburg (1882–1944) ∞ 1903 Alicja Battenberg (1885–1969)                | Andrzej Glücksburg (1882–1944) ∞ 1903 Alicja Battenberg (1885–1969)                | Andrzej Glücksburg (1882–1944) ∞ 1903 Alicja Battenberg (1885–1969)       | Andrzej Glücksburg (1882–1944) ∞ 1903 Alicja Battenberg (1885–1969) | Andrzej Glücksburg (1882–1944) ∞ 1903 Alicja Battenberg (1885–1969)  | Andrzej Glücksburg (1882–1944) ∞ 1903 Alicja Battenberg (1885–1969)         |
| Zofia Glücksburg (1914–2001) |                                                                                          |                                                                                   |                                                                                    |                                                                                    |                                                                           |                                                                     |                                                                      |                                                                             |